# Czernyola pullipleura
Czernyola pullipleura är en tvåvingeart som först beskrevs av Lonsdale och Marshall 2006.  Czernyola pullipleura ingår i släktet Czernyola och familjen träflugor.
Artens utbredningsområde är Bolivia. Inga underarter finns listade i Catalogue of Life.